# Ipiranga de Aliança Esporte Clube
O Ipiranga de Aliança Esporte Clube é um clube de futebol da cidade de Aliança do Tocantins, no estado do Tocantins. Suas cores são o azul e o amarelo.

## História
O Ipiranga de Aliança foi fundado em 25 de março de 1989. Após conquistar os títulos de campeão estadual amador nos anos de 1996, 1997, 1998, 1999 e 2005, e de ser vice-campeão da competição em 2006, resolveu profissionalizar-se no ano de 2007, quando participou pela primeira vez do Campeonato Tocantinense. O clube, que até então chamava-se Aliança Esporte Clube, alterou seu nome para atual denominação Ipiranga de Aliança Esporte Clube. Em sua estréia no profissionalismo, o Ipiranga terminou na penúltima colocação geral do Campeonato Tocantinense.
Em 2009, o Ipiranga desistiu de participar do campeonato estadual. Conforme previa o regulamento da competição, ficou estabelecido que todas as partidas, realizadas ou não pelo clube, teriam o placar de 3x0 para o adversário. Em consequência disso, o Ipiranga foi rebaixado para a Segunda Divisão do Tocantinense, além de ficar impedido de participar dos eventos oficiais promovidos pela Federação Tocantinense de Futebol pelo período de dois anos consecutivos.

## Desempenho em competições oficiais
Campeonato Tocantinense
| Ano  | 2000 | 2001 | 2002 | 2003 | 2004 | 2005 | 2006 | 2007 | 2008 | 2009 |
| Pos. | —    | —    | —    | —    | —    | —    | —    | 11º  | 9º   | 10º  |
| ---- | ---- | ---- | ---- | ---- | ---- | ---- | ---- | ---- | ---- | ---- |

Legenda:
| Rebaixado à divisão inferior |